# Vuelta a Andalucía 1991
La Vuelta a Andalucía 1991, trentasettesima edizione della corsa ciclistica, si svolse dal 5 al 10 febbraio 1991 su un percorso di 1 047 km ripartiti in 6 tappe. Fu vinta dallo spagnolo Roberto Lezaun della Banesto davanti al danese Jesper Skibby e all'olandese Adrie van der Poel.

## Tappe
| Tappa  | Data        | Percorso                                          | km    | Vincitore di tappa   | Leader cl. generale  |
| ------ | ----------- | ------------------------------------------------- | ----- | -------------------- | -------------------- |
| 1ª     | 5 febbraio  | Chiclana de la Frontera > Chiclana de la Frontera | 189   | José Luis Villanueva | José Luis Villanueva |
| 2ª     | 6 febbraio  | San Fernando > Dos Hermanas                       | 174.8 | Johan Museeuw        | Andy Bishop          |
| 3ª     | 7 febbraio  | Brenes > Brenes                                   | 167.2 | Melchor Mauri        | Roberto Lezaun       |
| 4ª     | 8 febbraio  | Lucena > Benalmádena                              | 183.3 | Peter Hilse          | Roberto Lezaun       |
| 5ª     | 9 febbraio  | Motril > Jaén                                     | 199.9 | Johan Museeuw        | Roberto Lezaun       |
| 6ª     | 10 febbraio | Torredonjimeno > Granada                          | 133   | Melchor Mauri        | Roberto Lezaun       |
| Totale | Totale      | Totale                                            | 1 047 |                      |                      |

## Dettagli delle tappe

### 1ª tappa
- 5 febbraio: Chiclana de la Frontera > Chiclana de la Frontera – 189 km

| Pos. | Corridore            | Squadra   | Tempo    |
| ---- | -------------------- | --------- | -------- |
| 1    | José Luis Villanueva | ONCE      | 4h59'23" |
| 2    | Jan Siemons          | TVM-Sanyo | a 6"     |
| 3    | Andy Bishop          | Motorola  | a 8"     |

| Pos. | Corridore            | Squadra | Tempo |
| ---- | -------------------- | ------- | ----- |
| 1    | José Luis Villanueva | ONCE    |       |

### 2ª tappa
- 6 febbraio: San Fernando > Dos Hermanas – 174,8 km

| Pos. | Corridore         | Squadra | Tempo    |
| ---- | ----------------- | ------- | -------- |
| 1    | Johan Museeuw     | Lotto   | 3h56'27" |
| 2    | Eric Vanderaerden | Buckler | s.t.     |
| 3    | Kenneth Weltz     | ONCE    | s.t.     |

| Pos. | Corridore   | Squadra  | Tempo |
| ---- | ----------- | -------- | ----- |
| 1    | Andy Bishop | Motorola |       |

### 3ª tappa
- 7 febbraio: Brenes > Brenes – 167,2 km

| Pos. | Corridore       | Squadra  | Tempo    |
| ---- | --------------- | -------- | -------- |
| 1    | Melchor Mauri   | ONCE     | 3h46'26" |
| 2    | Roland Le Clerc | Amaya    | a 3"     |
| 3    | Alberto Camargo | Postobon | s.t.     |

| Pos. | Corridore      | Squadra | Tempo |
| ---- | -------------- | ------- | ----- |
| 1    | Roberto Lezaun | Banesto |       |

### 4ª tappa
- 8 febbraio: Lucena > Benalmádena – 183,3 km

| Pos. | Corridore       | Squadra    | Tempo    |
| ---- | --------------- | ---------- | -------- |
| 1    | Peter Hilse     | Seur-Otero | 3h59'00" |
| 2    | Melchor Mauri   | ONCE       | a 2"     |
| 3    | Alberto Camargo | Postobon   | s.t.     |

| Pos. | Corridore      | Squadra | Tempo |
| ---- | -------------- | ------- | ----- |
| 1    | Roberto Lezaun | Banesto |       |

### 5ª tappa
- 9 febbraio: Motril > Jaén – 199,9 km

| Pos. | Corridore      | Squadra      | Tempo    |
| ---- | -------------- | ------------ | -------- |
| 1    | Johan Museeuw  | Lotto        | 4h50'41" |
| 2    | Peter Hilse    | Seur-Otero   | s.t.     |
| 3    | Andreas Kappes | Histor-Sigma | s.t.     |

| Pos. | Corridore      | Squadra | Tempo |
| ---- | -------------- | ------- | ----- |
| 1    | Roberto Lezaun | Banesto |       |

### 6ª tappa
- 10 febbraio: Torredonjimeno > Granada – 133 km

| Pos. | Corridore     | Squadra      | Tempo    |
| ---- | ------------- | ------------ | -------- |
| 1    | Melchor Mauri | ONCE         | 2h49'26" |
| 2    | Johan Museeuw | Lotto        | s.t.     |
| 3    | Remig Stumpf  | Histor-Sigma | s.t.     |

| Pos. | Corridore          | Squadra   | Tempo     |
| ---- | ------------------ | --------- | --------- |
| 1    | Roberto Lezaun     | Banesto   | 24h21'51" |
| 2    | Jesper Skibby      | TVM-Sanyo | s.t.      |
| 3    | Adrie van der Poel | Tulip     | a 3"      |

## Classifiche finali

### Classifica generale
| Pos. | Corridore          | Squadra             | Tempo     |
| ---- | ------------------ | ------------------- | --------- |
| 1    | Roberto Lezaun     | Banesto             | 24h21'51" |
| 2    | Jesper Skibby      | TVM-Sanyo           | s.t.      |
| 3    | Adrie van der Poel | Tulip Computers     | a 3"      |
| 4    | Andreas Kappes     | Histor-Sigma        | s.t.      |
| 5    | Charly Mottet      | R.M.O.              | s.t.      |
| 6    | Marc Sergeant      | Panasonic-Sportlife | s.t.      |
| 7    | Per Pedersen       | Amaya Seguros       | s.t.      |
| 8    | Frankie Andreu     | Motorola            | s.t.      |
| 9    | Federico Echave    | Clas-Cajastur       | s.t.      |
| 10   | Julio Cesar Cadena | Kelme-Ibexpress-CAM | s.t.      |